# محمدحسن مموزی
محمدحسن مموزی (زاده ۱۳۴۱ ولسوالی مهترلام ولایت لغمان) سیاستمدار افغانستانی و نماینده مردم ولایت لغمان در دوره شانزدهم مجلس نمایندگان است. وی در مجلس شانزدهم نمایندگان افغانستان عضو کمیسیون امور داخلی می‌باشد.

## زندگی‌نامه
محمدحسن مموزی زاده ۱۳۴۱ از ولسوالی مهترلام ولایت لغمان است. وی تحصیلات متوسطه خود را در لیسه/دبیرستان عالی ننگرهار در سال ۱۳۶۲ به پایان برد و دو سال در رشته مهندسی در دانشگاه تحصیلات را ادامه داد.

## دیگر فعالیت‌ها
دیگر فعالیت‌های وی:
- معلم در مدرسه.
- مؤسس یک مرکز آموزش ژیمناستیک.
- تأسیس یک شرکت ساختمانی به نام اسرار مزمل.